# المضامير (العدين)

تعديل مصدري - تعديل

المضامير محلة تابعة لقرية شرف حاتم، التابعة لعزلة شرف حاتم بمديرية العدين إحدى مديريات محافظة إب في الجمهورية اليمنية، بلغ تعداد سكانها 34 حسب تعداد اليمن لعام 2004.